# Edith Ballantyne
Pour les articles homonymes, voir Ballantyne.
Edith Ballantyne, née Edith Müller le 10 décembre 1922 à Jägerndorf (Tchécoslovaquie) et morte le 25 mars 2025, est une féministe et pacifiste tchécoslovaque puis canadienne.
Investie dans la Ligue internationale des femmes pour la paix et la liberté (LIFPL) à partir de 1969, elle en devient la secrétaire générale puis la présidente entre 1992 et 1998. En 1995, elle reçoit le prix Gandhi pour la paix.

## Biographie

### Jeunesse et premiers engagements
Fille de Rosa et Alois Müller, Edith Müller naît à Jägerndorf (de nos jours Krnov), alors en Silésie tchèque. Elle est élevée en Tchécoslovaquie, jusqu'à la crise des Sudètes en 1938. La famille se réfugie d'abord en Angleterre puis, en 1939, immigre au Canada, où elle est installée par la Canadian Pacific Railway Company en Colombie-Britannique. Incapables de subvenir à leurs besoins, ils déménagent à Toronto en 1941, où Edith Müller trouve un travail de domestique. Ne parlant initialement pas anglais, elle apprend cette langue grâce à l'aide de volontaires de la Ligue internationale des femmes pour la paix et la liberté (LIFPL), qui suivaient les réfugiés venus de Bohême et essayaient de les conduire à s'adapter à la vie au Canada. Elle adhère à la LIFPL, trouvant le message pacifiste de ses militantes inspirant, mais elle perd ensuite contact après son déménagement à Montréal en 1945. En juillet 1948, elle épouse Campbell Ballantyne, fonctionnaire au Bureau international du travail et s'installe à Genève avec lui la même année,,.

### Dirigeante de la LIFPL

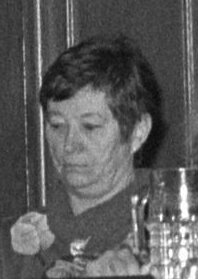
En 1981.

À son arrivée en Suisse, Edith Ballantyne commence à travailler pour l'Organisation mondiale de la santé, comme directrice adjointe de la section des publications. Elle quitte ce poste cinq ans plus tard pour s'occuper de ses quatre enfants. Après vingt ans passés à Genève, elle découvre que le siège de la LIFPL y est installée et s'y ré-engage à partir de 1968. L'année suivante, elle devient secrétaire générale internationale de l'organisation,, travaillant à plein temps au sein de la structure afin d'améliorer ses relations avec d'autres ONG et les Nations unies. En 1970, elle participe au dix-huitième congrès de la LIFPL, qui se tient à New Delhi (Inde), ce qui influence profondément sa conception de l'équilibre entre les notions de paix et de liberté. Elle reconnaît que si les moyens pacifiques afin de résoudre un conflit avaient été épuisés, il fallait pouvoir reconnaître que les opprimés étaient susceptibles de recourir à la violence, et qu'il était possible de soutenir la non-violence sans condamner les personnes exploitées qui estimaient qu'il n'existait pas d'autres options. Les débats qui suivent le congrès aboutissent à une résolution selon laquelle la poursuite idéaliste du pacifisme ne saurait remplacer la reconnaissance du fait que le but de la paix était de permettre aux gens de vivre librement. En 1972, elle devient la coordinatrice du travail de la LIFPL avec l'ONU. En 1975, elle fait partie d'un groupe de travail qui se rend au Moyen-Orient, ce qui la conduit à recommander à la LIFPL de poursuivre le dialogue afin d'aboutir à la paix mais en restant neutre sur certaines questions de violence et de violations des droits humains, provoquant un conflit au sein de l'association. Elle estime ainsi que le rôle de la LIFPL est d'encourager les deux parties d'un conflit à trouver des moyens pacifiques afin de coexister, sans se focaliser sur qui est responsable de la situation présente,.
En 1976, elle est élue à la tête de la Conférence des organisations non gouvernementales (CONGO) des Nations unies, poste qu'elle occupe pendant six ans. Première militante pacifiste à accéder à cette fonction, elle s'investit particulièrement sur la question du désarmement,. Lors de la conférence mondiale des femmes de 1980 (en), qui se tient à Copenhague (Danemark), elle préside le programme de développement du forum des ONG, veillant à mettre fortement l’accent sur la paix et le désarmement dans les différents ateliers organisés,. Elle accueille deux comités d’organisation, l'un à Genève et l'autre à New York, afin de s'assurer que divers groupes constituaient la base de la conférence. L'année suivante, elle s'investit dans la préparation de la conférence « Women of Europe in Action for Peace » (« Femmes d'Europe en action pour la paix »), qui vise à rassembler des activistes et des féministes afin d'étudier la peur liée à la course aux armements et d'élaborer des programmes de suivi des négociations de paix. En 1983, elle fait partie des 10 000 femmes qui vont à la rencontre de généraux au siège de l'OTAN, protestant contre de nouveaux déploiements de missiles en Europe. Les missiles sont cependant déployés malgré les protestations et, peu après, les États-Unis envahissent Grenade et soutiennent les Contras contre la révolution sandiniste au Nicaragua : Edith Ballantyne préside alors la Conférence internationale sur le Nicaragua et la paix en Amérique centrale avec Adolfo Pérez Esquivel, qui se tient à Lisbonne en 1984. La politique de LIFPL suit alors une stratégie partagée sur deux volets : instaurer la paix et soutenir des organisations refusant d'adopter des stratégies traditionnelles pour permettre cet objectif
Elle préside de nouveau le comité de planification du forum des ONG en vue de la conférence mondiale des femmes de 1985 (en), qui tient à Nairobi (Kenya). La « tente de la Paix », une idée d'Edith Ballantyne, est installée sur la pelouse de l'université de Nairobi et devient le lieu central de la conférence. Sous la tente, des réunions quotidiennes ont lieu, où les participantes de la conférence discutent des impacts de la guerre sur les femmes et leurs enfants,,. En 1992, elle devient présidente internationale de la LIFPL, occupant ce poste pendant les six années suivantes,. En 1995, elle reçoit le prix Gandhi pour la paix.

### Mort
Edith Ballantyne est décédée le 25 mars 2025 à l'hôpital après une infection soudaine, à l'âge de 102 ans.